# Wypędzenie ludności Warszawy

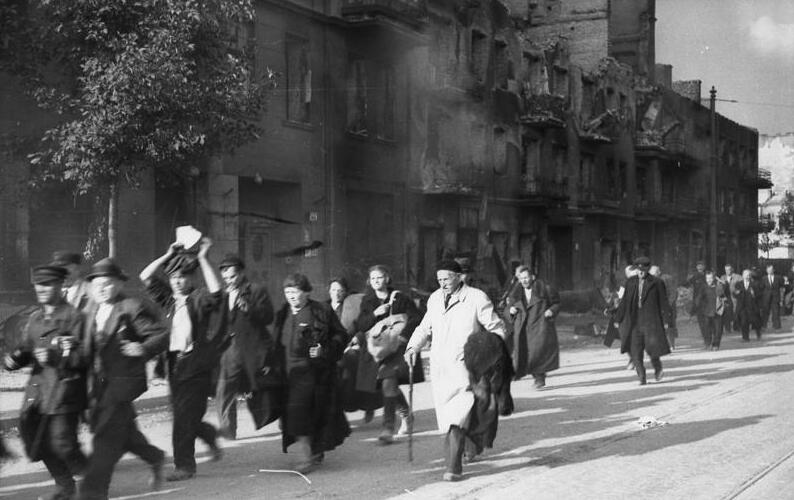
Ludność cywilna wypędzana z Warszawy w czasie rzezi Woli

Wypędzenie ludności Warszawy – masowe wysiedlenia mieszkańców Warszawy i miejscowości podwarszawskich, przeprowadzone przez okupantów niemieckich w trakcie oraz tuż po zakończeniu powstania warszawskiego.
Między sierpniem a październikiem 1944 niemieckie formacje wojskowe i policyjne wypędziły z domów blisko 550 tys. warszawiaków oraz około 100 tys. mieszkańców miejscowości podwarszawskich. Zdecydowana większość wypędzonych została skierowana do podwarszawskich obozów przejściowych – przede wszystkim do Dulagu 121 w Pruszkowie. Stamtąd blisko 150 tys. osób wywieziono na roboty przymusowe w głąb Rzeszy lub do niemieckich obozów koncentracyjnych. Pozostałych wysiedleńców – przeważnie starców, kobiety i dzieci – przesiedlono do zachodnich dystryktów Generalnego Gubernatorstwa i pozostawiono tam bez jakichkolwiek środków do życia.

## Eksterminacyjny rozkaz Hitlera i jego uchylenie

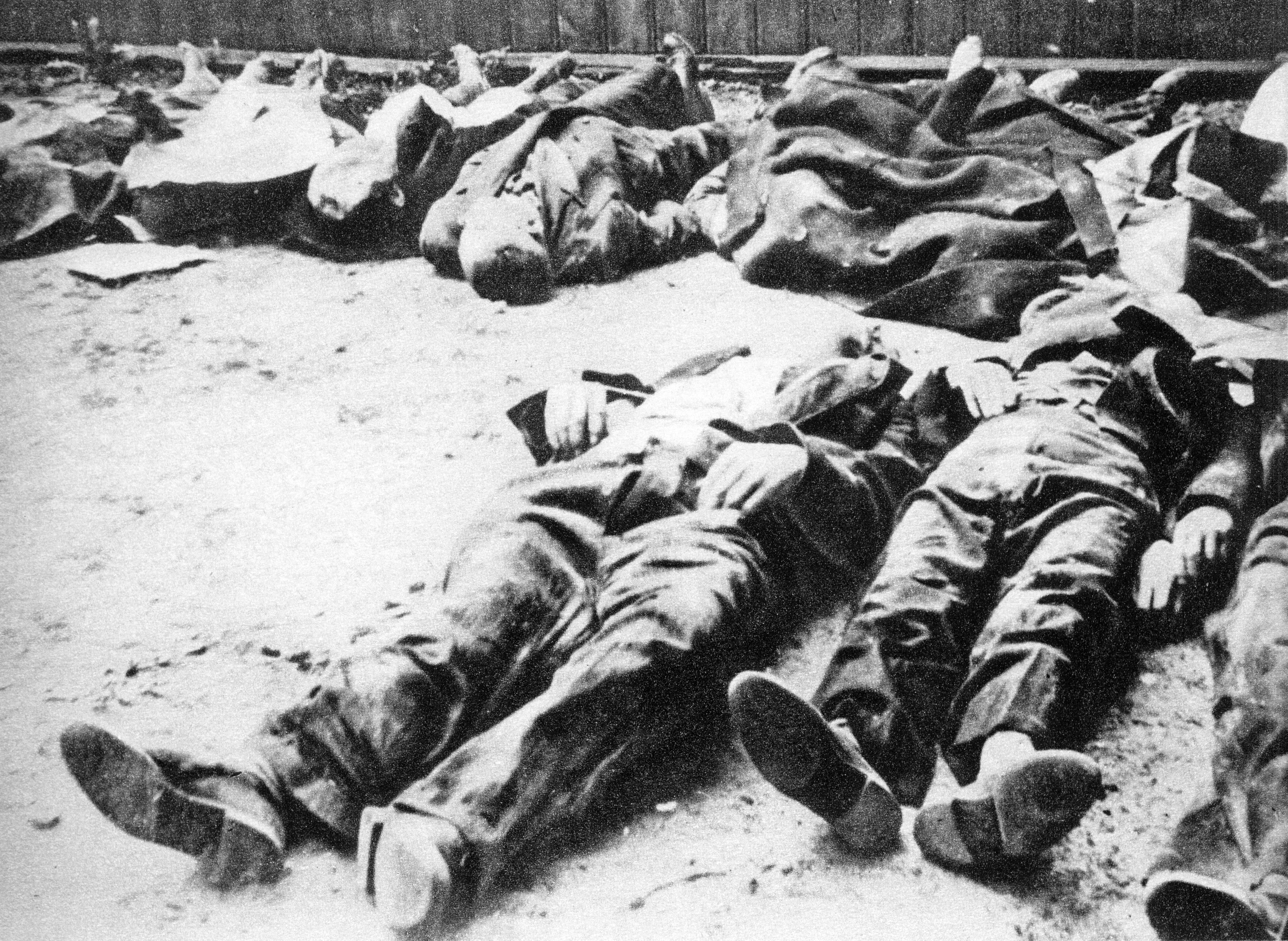
Ofiary rzezi Woli

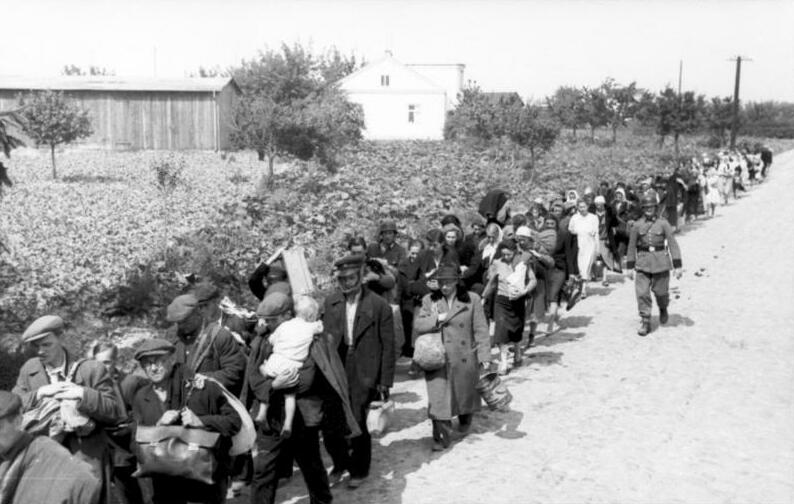
Wysiedleńcy pędzeni pieszo do obozu w Pruszkowie

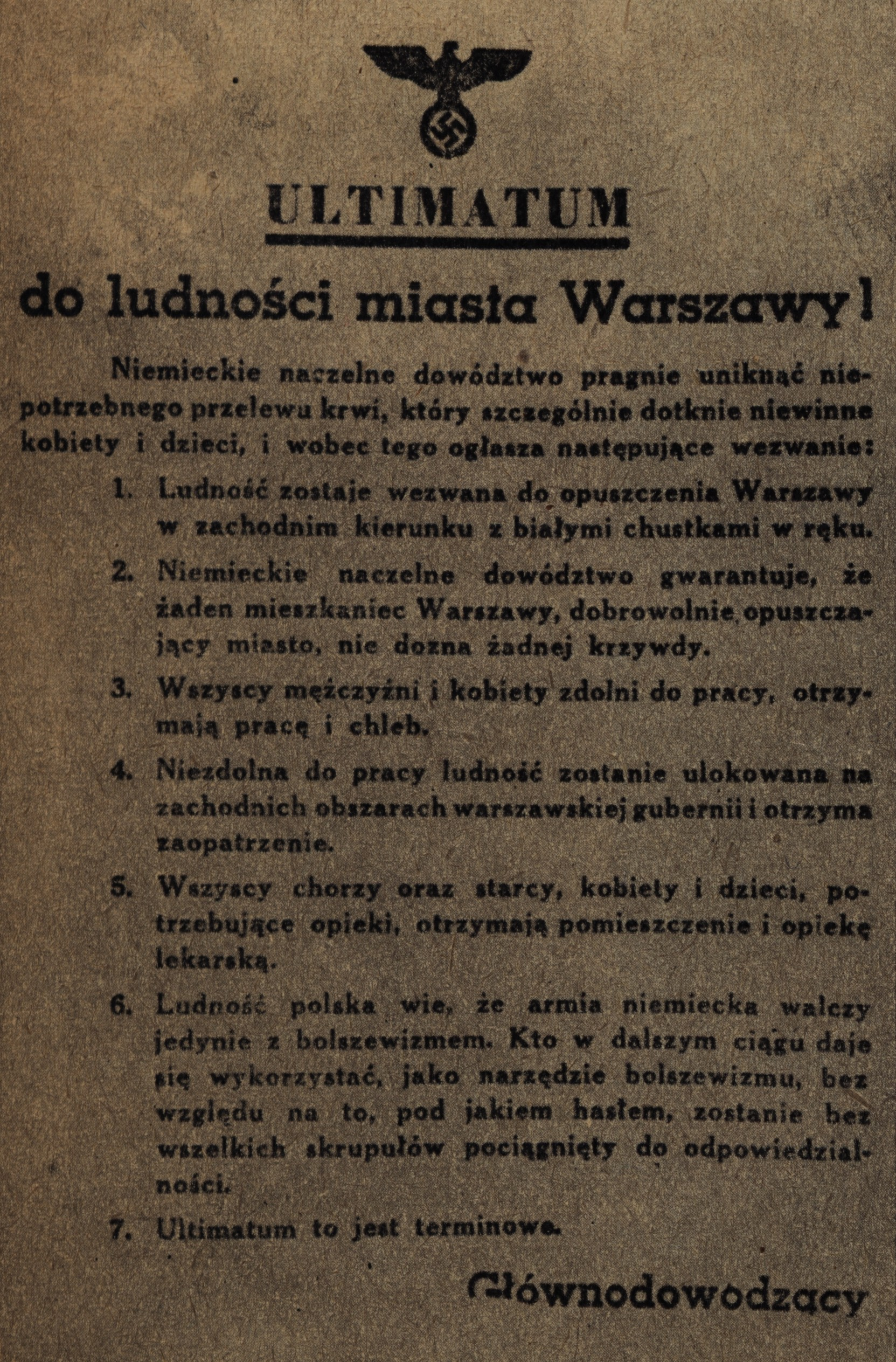
Ulotka podpisana przez SS-Obergruppenführera Ericha von dem Bach-Zelewskiego, wzywająca mieszkańców Warszawy do opuszczenia miasta. Wrzesień 1944

Warszawa była uznawana przez niemieckich okupantów za centrum polskiego oporu przeciw nazistowskiemu „nowemu porządkowi”. Mimo iż w Generalnym Gubernatorstwie stolicę Polski zdegradowano do roli miasta prowincjonalnego, Warszawa pozostawała nadal centrum polskiego życia politycznego, intelektualnego i kulturalnego. Stanowiła także siedzibę władz polskiego Państwa Podziemnego oraz miejsce funkcjonowania szczególnie silnych i dobrze zorganizowanych struktur ruchu oporu. W tej sytuacji wybuch powstania warszawskiego (1 sierpnia 1944) został potraktowany przez nazistowskich przywódców jako doskonała okazja do rozwiązania „polskiego problemu”. Na wieść o wybuchu powstania Hitler wydał Reichsführerowi-SS Himmlerowi oraz szefowi sztabu generalnego Naczelnego Dowództwa Wojsk Lądowych (OKH), generałowi Heinzowi Guderianowi ustny rozkaz zrównania Warszawy z ziemią i wymordowania wszystkich jej mieszkańców. Zgodnie z relacją SS-Obergruppenführera Ericha von dem Bach-Zelewskiego, którego mianowano dowódcą sił wyznaczonych do stłumienia powstania, rozkaz brzmiał następująco: „każdego mieszkańca należy zabić, nie wolno brać żadnych jeńców. Warszawa ma być zrównana z ziemią i w ten sposób ma być stworzony zastraszający przykład dla całej Europy”.
Od pierwszych dni sierpnia 1944 rozkaz Hitlera był konsekwentnie realizowany. W dzielnicy Wola oddziały SS i policji niemieckiej dokonały rzezi polskiej ludności, mordując w ciągu kilku dni około 65 tys. mężczyzn, kobiet i dzieci. Blisko 10 tys. ofiar pochłonęła brutalna pacyfikacja dzielnicy Ochota, przeprowadzona przez kolaboracyjną brygadę SS RONA (Rosyjska Wyzwoleńcza Armia Narodowa). Do masowych mordów na ludności cywilnej doszło także w Śródmieściu Południowym oraz na Mokotowie.
5 sierpnia w godzinach popołudniowych na Woli pojawił się SS-Obergruppenführer Erich von dem Bach-Zelewski, który objął dowodzenie nad siłami wyznaczonymi do stłumienia powstania. Jeszcze tego samego dnia Bach doprowadził (zapewne za wiedzą i zgodą nazistowskich przywódców) do uchylenia eksterminacyjnego rozkazu Hitlera. Zakazał mordowania kobiet i dzieci, utrzymując jednak w mocy rozkaz likwidacji wszystkich polskich mężczyzn – zarówno wziętych do niewoli powstańców, jak i cywilów. Decyzja ta wynikała nie tyle z pobudek humanitarnych, ile z pragmatycznej kalkulacji. Bach szybko zorientował się, że zbiorowe mordy wzmagają tylko wolę oporu Polaków, a zajęci mordowaniem, gwałtami i grabieżą niemieccy żołnierze nie są w stanie prowadzić działań ofensywnych przeciw powstańcom. Ponadto od samego początku zamierzał stłumić powstanie za pomocą kombinacji czynników natury politycznej i militarnej, gdyż obawiał się, że zastosowanie rozwiązań czysto siłowych uniemożliwi mu osiągnięcie podstawowego celu – tzn. szybką likwidację niebezpiecznego punktu zapalnego na tyłach frontu wschodniego, którym stała się ogarnięta powstaniem Warszawa. 12 sierpnia Bach jeszcze bardziej złagodził rozkaz Hitlera poprzez wydanie zakazu mordowania polskich mężczyzn-cywilów. Obok wymienionych wcześniej przesłanek wzięto wówczas pod uwagę również aspekt ekonomiczny. Na tym etapie wojny III Rzesza nie mogła sobie bowiem pozwolić na zmarnowanie tak wielkiego rezerwuaru potencjalnej siły roboczej. SS-Oberführer Paul Otto Geibel, Dowódca SS i Policji (SS- und Polizeiführer) na dystrykt warszawski, zeznał po wojnie, że w pierwszych dniach sierpnia 1944 Bach cytował mu słowa Hitlera: „500 000 sił roboczych w Rzeszy równa się wygranej bitwie”.
W myśl nowych wytycznych cywilna ludność Warszawy miała być odtąd gromadzona w obozie przejściowym (Durchgangslager 121), który zorganizowano na terenie nieczynnych Zakładów Naprawczych Taboru Kolejowego w podwarszawskim Pruszkowie. Po krótkim pobycie w obozie pruszkowskim osoby zdolne do pracy miały być wysyłane do gospodarstw, zakładów przemysłowych i obozów na terenie Rzeszy. Rozkaz Himmlera z dnia 8 września 1944 precyzował, iż należy: „skierować do obozów koncentracyjnych tylko tych mężczyzn, którzy walczyli aktywnie, lub tych, których do takowych należy zaliczać. Wszyscy ci, którzy wraz z żonami i dziećmi poddali się dobrowolnie, winni być skierowani do Niemiec do normalnego zatrudnienia w pracy”. W praktyce zasady te były jednak często nadinterpretowane na niekorzyść wysiedleńców. Między innymi pod koniec sierpnia 1944 szef Głównego Urzędu Bezpieczeństwa Rzeszy (RSHA), SS-Obergruppenführer Ernst Kaltenbrunner, zalecił dowództwu Grupy Armii „Środek”, aby ze względu na „poważne względy policyjnego bezpieczeństwa” podstawową masę zdolnych do pracy mężczyzn i kobiet z Warszawy kierować do pracy w obozach koncentracyjnych. Jedynie kobiety z małymi dziećmi mogły być traktowane jako polskie robotnice cywilne i oddawane do dyspozycji Głównego Pełnomocnika dla Mobilizacji Sił Roboczych. Na mocy tego rozkazu do obozów koncentracyjnych trafiło m.in. wielu mieszkańców zdobywanego w tym czasie Starego Miasta.

## Wypędzenie mieszkańców stolicy

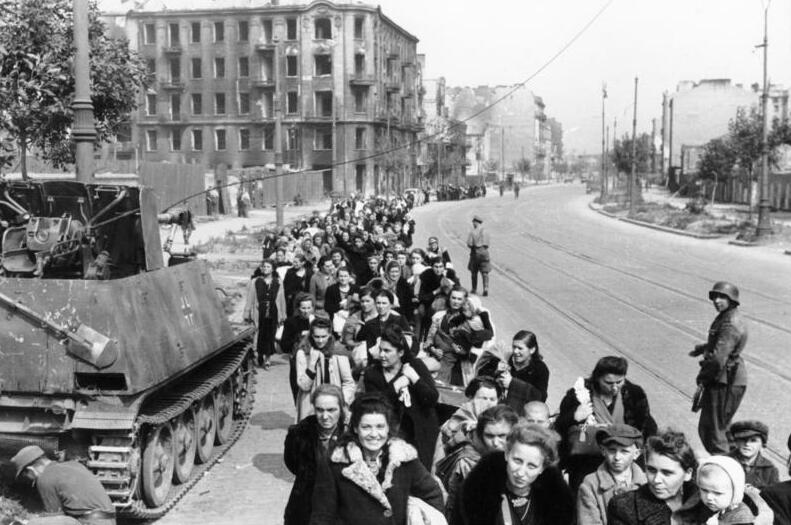
Wypędzana ludność Woli

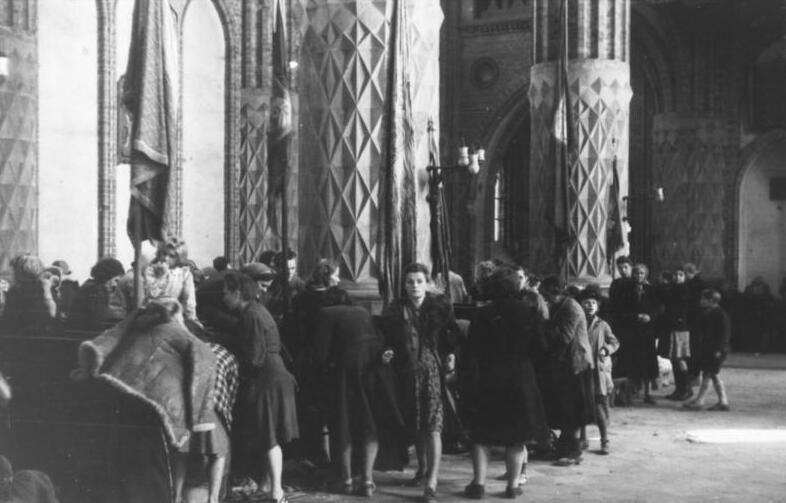
Ludność cywilna Woli w kościele św. Wojciecha

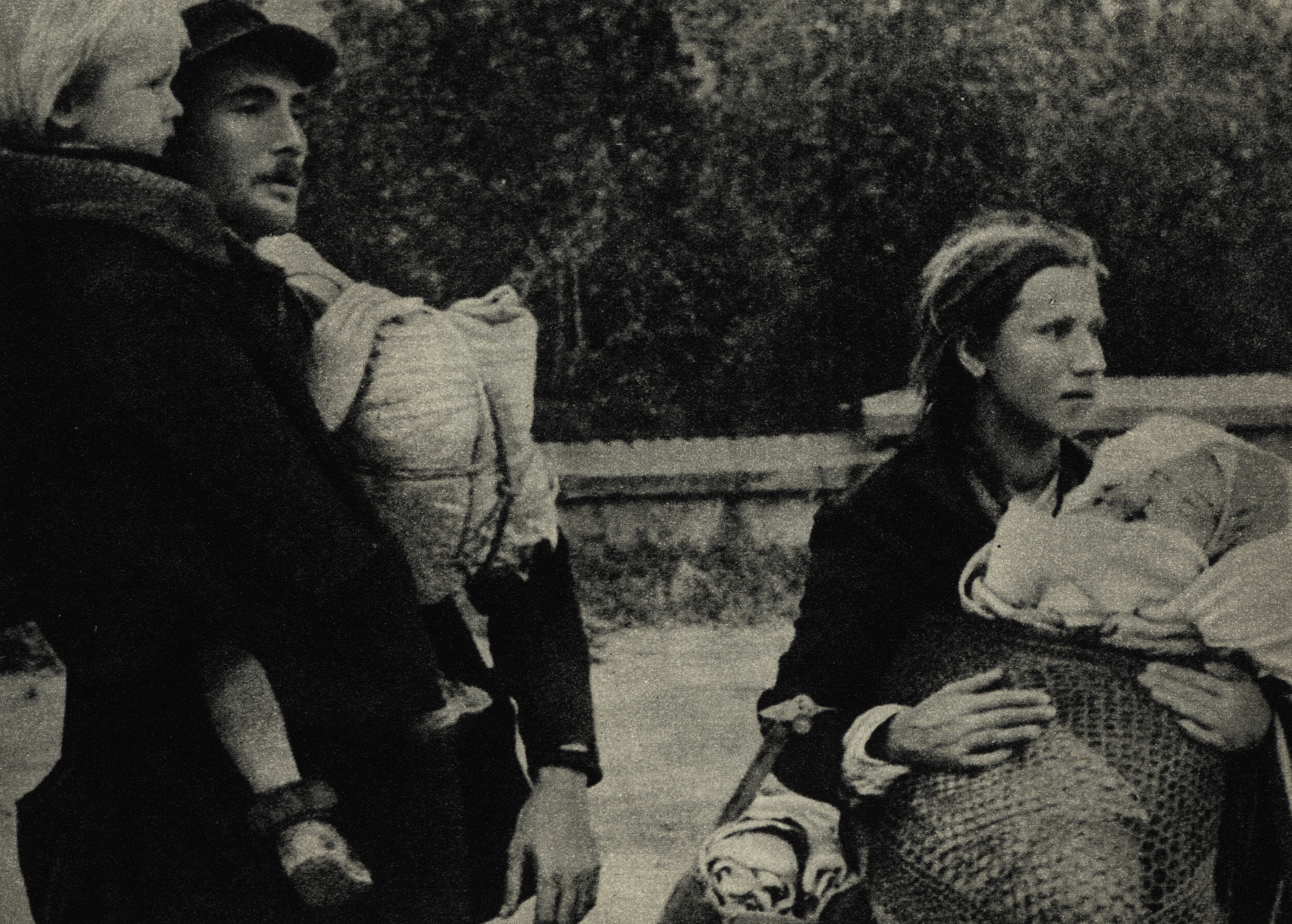
Uchodźcy opuszczający Warszawę podczas tymczasowego rozejmu 7 września 1944

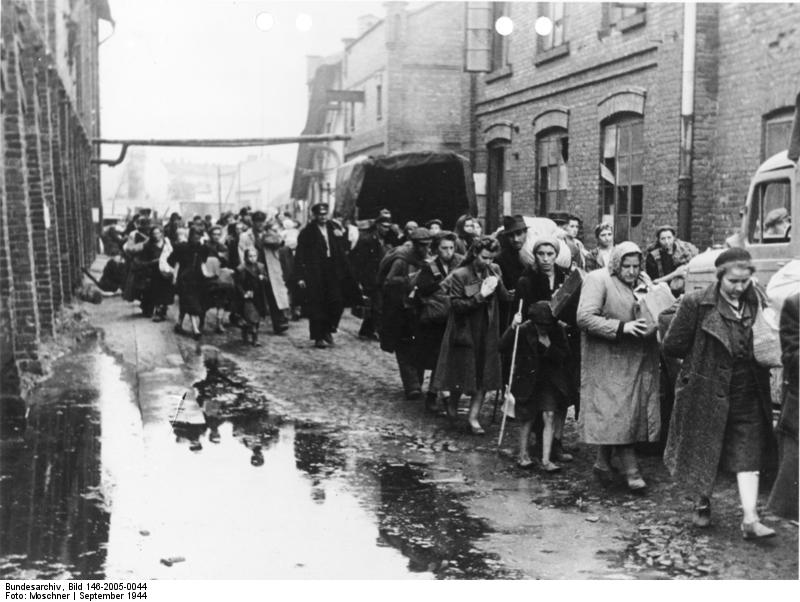
Kolumna wysiedleńców – pierwsza połowa września 1944

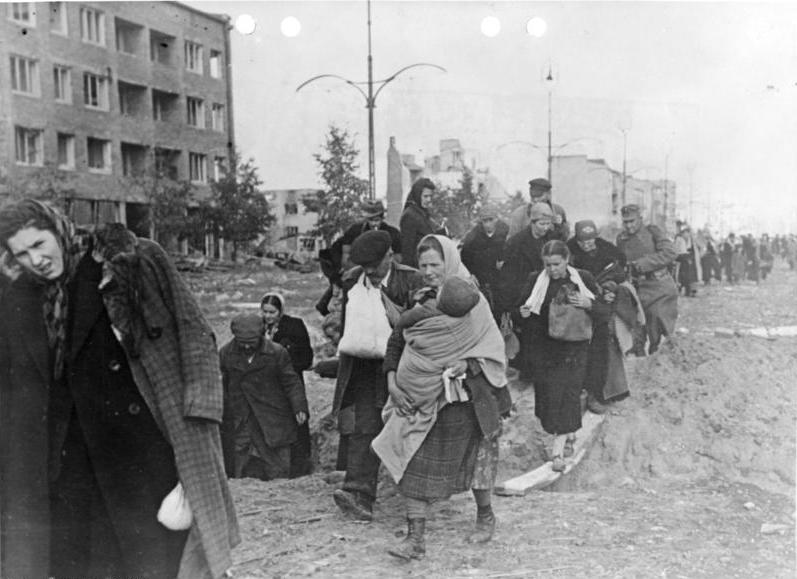
Ludność cywilna opuszcza Mokotów

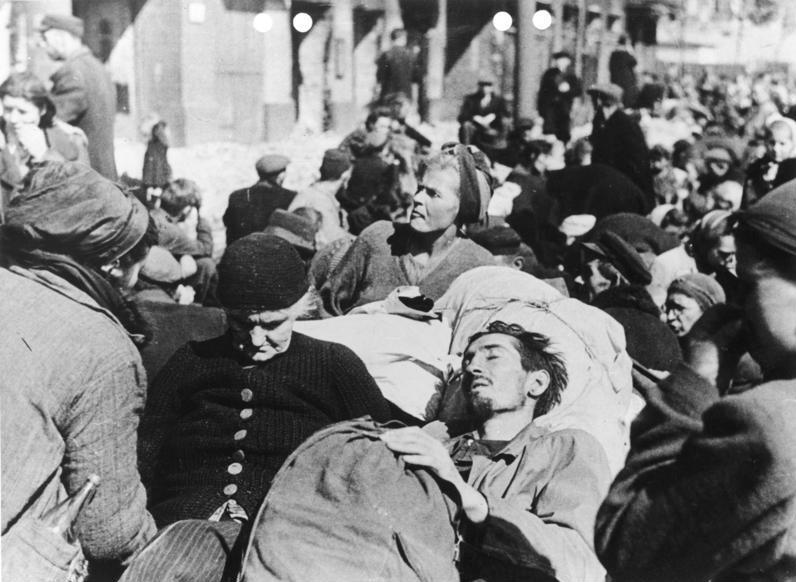
„Ewakuacja” ludności cywilnej po kapitulacji powstania

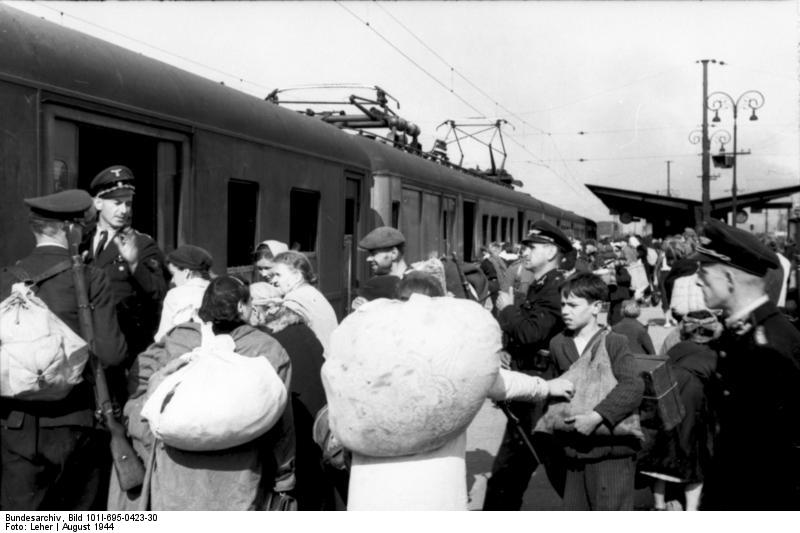
Deportacja mieszkańców Warszawy z Dworca Zachodniego do obozu w Pruszkowie

Eksodus ludności Warszawy trwał zasadniczo od pierwszych dni powstania. Warszawiacy zamieszkujący opanowane przez Niemców kwartały miasta byli każdorazowo zmuszani do opuszczenia swoich domów. Wbrew oficjalnym zapewnieniom, że celem akcji wysiedleńczej jest wyłącznie zapewnienie bezpieczeństwa cywilom poprzez ich usunięcie ze strefy frontowej, Niemcom zależało jedynie na tym, aby wykorzystać wysiedleńców w charakterze niewolniczej siły roboczej, a samo miasto ograbić i zburzyć. Jednocześnie tak długo, jak niemiecki kordon otaczający miasto nie był zbyt szczelny, tysiące warszawiaków próbowało na własną rękę opuścić ogarnięte walkami miasto. Między innymi wielu mieszkańców Koła, Żoliborza i Powązek zdołało schronić się w Puszczy Kampinoskiej. Zdarzało się również, że ludność stolicy, doprowadzona na skraj wytrzymałości nieustannymi bombardowaniami oraz ciężkimi warunkami życia panującymi w powstańczej Warszawie, dobrowolnie przechodziła za linie nieprzyjaciela. Między innymi w dniach 7–10 września 1944 od 10 tys. (źródła polskie) do 30 tys. (źródła niemieckie) mieszkańców Śródmieścia przeszło na stronę niemiecką. 26 września w podobny sposób blisko 9000 cywilów opuściło Mokotów.
Wysiedlanie mieszkańców Warszawy przebiegało falami i zależało od sytuacji na frontach powstańczych. Przebieg akcji wypędzania mieszkańców stolicy można prześledzić m.in. na podstawie kalendarium napływu transportów do obozu przejściowego w Pruszkowie:
- 7–8 sierpnia: z Woli;
- 9–14 sierpnia: z Ochoty;
- 22 sierpnia: z Sielc i Mokotowa;
- 24 sierpnia: z okolic Krakowskiego Przedmieścia;
- 31 sierpnia – 5 września: ze Starego Miasta;
- 2–3 września: z Sadyby;
- 5–9 września: z Powiśla;
- 12–17 września: z Bielan i Marymontu;
- 14–23 września: z Powiśla Czerniakowskiego;
- 25–28 września: z Górnego Mokotowa;
- 28 września – 1 października: z Żoliborza;
- 2–10 października: ze Śródmieścia.

Gdy walki na froncie wschodnim przejściowo ustały, Niemcy rozpoczęli również systematyczną wywózkę ludności z nieobjętych powstaniem dzielnic prawobrzeżnej Pragi – od Gocławka i Grochowa poczynając. Wywózki rozpoczęły się przed 15 sierpnia 1944, nasiliły się od 20 sierpnia i trwały do 9 września. Początkowo objęci byli nimi mężczyźni w wieku od 16 do 60 lat, a na końcowym etapie również kobiety do lat 45 nieobarczone małymi dziećmi. Trudno dopatrzyć się prawidłowości w kierowaniu transportów z Pragi – na ogół odchodziły one do Rzeszy z przeznaczeniem na roboty przymusowe, choć zdarzały się również wywózki do obozów koncentracyjnych (zwłaszcza w przypadku transportów z tzw. Starej Pragi).
Wysiedleniu podlegała także ludność najbliższych okolic Warszawy – Anina, Babic, Bemowa, Boernerowa, Jelonek, Kobyłki, Łomianek, Młocin, Tłuszcza, Ursusa, Wawra, Wawrzyszewa, Włoch i Zielonki – co było związane z realizacją planu przerzedzenia ludności polskiej w promieniu 35 kilometrów od Warszawy. Celem tej akcji było w pierwszym rzędzie wyłapanie mieszkańców stolicy, którzy po ucieczce z miasta szukali schronienia w okolicznych miejscowościach. Niemieckie plany przewidywały podział dystryktu warszawskiego na trzy strefy:
- pierwsza – obejmująca Warszawę – podlegała całkowitej ewakuacji;
- druga – obejmująca miejscowości podwarszawskie – miała być ewakuowana częściowo (zamierzano wysiedlić wszystkich mieszkańców osiedli podwarszawskich przybyłych tam po 1 sierpnia 1944);
- trzecia, obejmująca całe terytorium dystryktu, podlegała planowi przerzedzenia napływowej ludności drogą stopniowego wysyłania zdolnych do pracy mężczyzn i kobiet na roboty do Niemiec[22].

W trakcie walk powstańczych wysiedlanie mieszkańców Warszawy przebiegało zwykle według jednakowego schematu. W opanowanych kwartałach miasta Niemcy i ich wschodni kolaboranci wypędzali cywilów ze schronów bądź budynków mieszkalnych, czemu towarzyszyły zazwyczaj bicie, krzyk i grabież wszystkich cennych przedmiotów osobistych. Na opuszczenie budynku dawano mieszkańcom najwyżej kilka minut, pozwalając przy tym na zabranie jedynie takiej ilość bagażu, która nie przeszkadzała w marszu do obozu w Pruszkowie. Osoby, które stawiały opór, opóźniały marsz (ze względu na wiek i stan zdrowia) lub po prostu naraziły się czymś żołnierzom eskorty były zabijane na miejscu. Liczne były także przypadki gwałtów na kobietach. W ten sam sposób traktowano tych mieszkańców stolicy, którzy zaufawszy niemieckim obietnicom dobrowolnie przeszli za linię frontu.
Schwytanych cywilów spędzano na początek do prowizorycznych obozów przejściowych i punktów zbornych znajdujących się jeszcze w obrębie Warszawy. Tam dokonywano wstępnej „selekcji” wysiedlonych oraz formowano transporty do Pruszkowa lub pozostałych obozów przejściowych. Zgromadzoną na punktach zbornych ludność przetrzymywano w skrajnie ciężkich warunkach oraz traktowano z ogromną brutalnością. Brakowało żywności, wody i pomocy medycznej, a wysiedleńcy byli stale narażeni na szykany i grabieże ze strony strażników. Dochodziło do licznych morderstw, zgonów z powodu ran, chorób i wyczerpania, a także gwałtów na kobietach. Nierzadkie były również przypadki wykorzystywania przetrzymywanych cywilów w charakterze „żywych tarcz” lub zmuszania ich do pracy przy rozbieraniu barykad, budowie umocnień bądź uprzątaniu ulic. Niekiedy traktowano zatrzymanych jako zakładników i mordowano w odwecie za śmierć niemieckich żołnierzy poległych w walce z powstańcami. Do rangi symbolu urósł zwłaszcza los ludności przetrzymywanej w gmachu kościoła św. Stanisława Biskupa (nazywanego zwyczajowo w tamtym czasie kościołem św. Wojciecha) na Woli oraz na terenie targowiska warzywnego „Zieleniak” na Ochocie. Przez kościół św. Wojciecha przeszło w okresie powstania blisko 90 tys. osób, a przez „Zieleniak” – około 60 tys.
Punktami zbornymi dla wypędzanych mieszkańców stolicy stały się również:
- koszary Stauferkaserne i Flakkaserne na Mokotowie;
- tor wyścigów konnych na Służewcu;
- siedziba Gestapo w alei Szucha, gmach Muzeum Narodowego oraz kompleks budynków Uniwersytetu Warszawskiego (Śródmieście);
- gmach CIWF na Bielanach;
- okolice Moczydła (między Natolinem a Pyrami);
- „tartak/stolarnia” na Okęciu;
- koszary przy ulicy 11 Listopada na Pradze.

Zarówno w trakcie wypędzania ludności z domów, jak i na punktach zbornych, funkcjonariusze specjalnej jednostki policji bezpieczeństwa – tzw. Einsatzkommando der Sicherheitspolizei bei der Kampfgruppe Reinefarth (znanej także jako Sonderkommando „Spilker”) – przeprowadzali „selekcje”, które polegały na wyławianiu z tłumu i mordowaniu osób uznanych przez Niemców za „niepożądane”. Do kategorii tej zaliczano przede wszystkim ludzi podejrzewanych o udział w powstaniu lub żydowskie pochodzenie; osoby ranne, chore i niedołężne (a więc niezdolne do pracy i niemogące dotrzeć o własnych siłach do obozu w Pruszkowie) lub przedstawicieli niektórych grup społecznych (głównie inteligencji i duchowieństwa). Kryteria „selekcji” były zresztą na tyle płynne, że w praktyce z tłumu mogła zostać wyciągnięta każda osoba, która z jakiegoś powodu nie spodobała się SS-manom. Egzekucji „osób niepożądanych” dokonywano przede wszystkim w okolicach zakładów garbarskich Pfeiffera przy ulicy Okopowej na Woli, a w przypadku ludności południowych dzielnic Warszawy – w okolicach siedziby Gestapo w alei Szucha.
Wypędzenie mieszkańców Warszawy przypieczętowała ostatecznie kapitulacja powstania warszawskiego (2 października 1944). W stolicy – głównie na obszarze znajdującego się wciąż w polskich rękach Śródmieścia – przebywało wówczas około 200 tys. osób cywilnych. Na mocy „Układu o zaprzestaniu działań wojennych w Warszawie” wszyscy oni musieli wraz z wojskiem opuścić stolicę. Przejściowo na terenie miasta miał pozostać jedynie personel szpitalny, proboszczowie warszawskich parafii, członkowie cywilnej Obrony Przeciwlotniczej (OPL), funkcjonariusze straży pożarnej oraz dozorcy domów. Podczas negocjacji kapitulacyjnych Bach zgodził się respektować zasadę nierozdzielania rodzin oraz podnieść dolną granicę wieku osób wywożonych na roboty do Niemiec do 16 lat, przy jednoczesnym obniżeniu górnej granicy do 45. roku życia dla kobiet oraz 50. roku życia dla mężczyzn. W układzie kapitulacyjnym wyraźnie zapisano, iż: „przeciwko ludności cywilnej, która w okresie walk pozostawała na terenie miasta, nie będą wszczynane żadne kroki zbiorowej odpowiedzialności [...] Żądane przez niemieckie kierownictwo ewakuowanie ludności cywilnej z Warszawy będzie tak rozłożone w miejscu i czasie, aby zaoszczędzić ewakuowanym różnych uciążliwości”. Warunków tych Niemcy nie mieli jednak zamiaru dotrzymywać.
Większość ocalałych mieszkańców opuściła Warszawę w pierwszej dekadzie października 1944. Dzięki wspólnemu wysiłkowi pracowników PCK i służb sanitarnych Armii Krajowej udało się również ewakuować ze Śródmieścia blisko 14 tys. pacjentów i pracowników tamtejszych szpitali. Po kapitulacji powstania na terenie Warszawy działały jeszcze przejściowo Szpital Wolski przy ul. Płockiej 26 oraz – najdłużej – Szpital Zakaźny św. Stanisława przy ul. Wolskiej. 24 października 1944 personel i pacjentów tego ostatniego szpitala ewakuowano do prowizorycznych szpitali w Podkowie Leśnej, Olszance, Puszczy Mariańskiej i Pszczelinie pod Brwinowem. Tego samego dnia do Radomia ewakuowały się również pozostające dotąd w Warszawie Zarządy Główny i Okręgowy PCK. Następnego dnia zaczął obowiązywać rozkaz zabraniający osobom cywilnym przebywania na terenie miasta. 15 listopada do obozu w Pruszkowie przybył jeszcze transport z Warszawy, w którym znajdowali się ludzie, którzy nie chcieli opuszczać miasta, lecz zostali wytropieni i wyłapani przez Niemców. W tym przypadku wyjątkowo darowano im życie.

## Obóz przejściowy w Pruszkowie

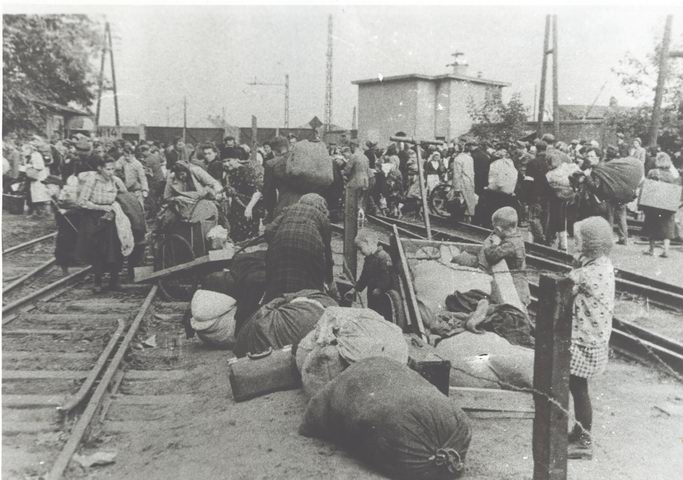
Wysiedleńcy po przybyciu do Pruszkowa

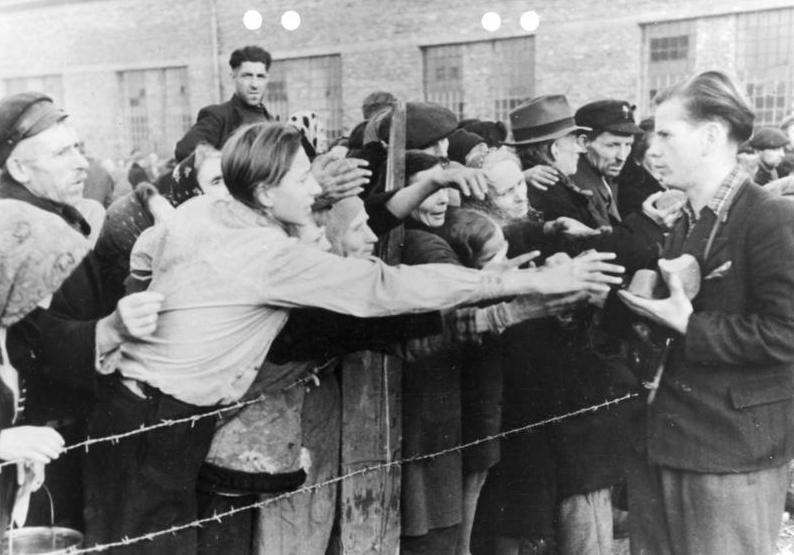
Pruszków – rozdawanie żywności przez pracowników PCK

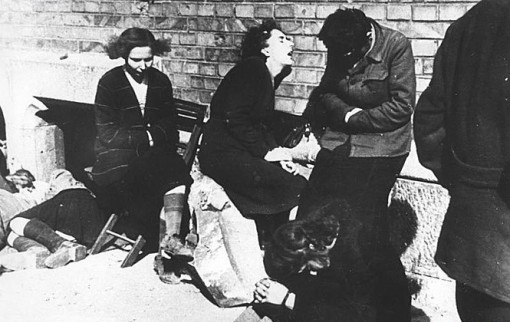
Kobiety z warszawskiej Woli na terenie obozu pruszkowskiego

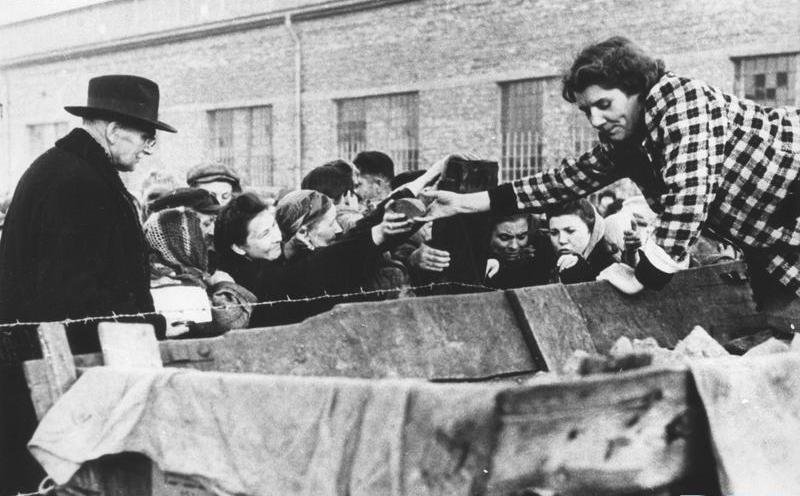
Biskup Antoni Szlagowski wśród więźniów Dulagu 121

Po krótkim pobycie na punktach zbornych zgromadzona tam ludność była kierowana do obozów przejściowych położonych poza Warszawą. Największym i najbardziej znanym z nich był Dulag 121 w Pruszkowie. Obóz ten został utworzony 6 sierpnia 1944 na podstawie zarządzenia von dem Bacha – uzgodnionego dwa dni wcześniej z władzami administracyjnymi Generalnego Gubernatorstwa. Dulag 121 zorganizowano na terenie nieczynnych Zakładów Naprawczych Taboru Kolejowego, leżących w pruszkowskiej dzielnicy Żbików. Za wyborem tego miejsca przemawiało kilka czynników. Jesienią 1939 na terenie zakładów funkcjonował obóz przejściowy dla polskich jeńców wojennych, którego pojemność wynosiła wówczas 2000 osób. Później (od 20 stycznia 1941) mieścił się tam przez pewien czas obóz pracy dla Żydów. Dzięki temu w 1944 na terenie zakładów wciąż istniały elementy infrastruktury ochronnej (bunkry, wieże strażnicze), które można było zaadaptować na potrzeby nowego obozu. Pruszków wybrano także ze względu na korzystną lokalizację – niewielką odległość od stolicy oraz dogodne położenie przy linii kolejowej z Warszawy do Skierniewic, które umożliwiało sprawne „rozładowanie” obozu. Dulag 121 był zorganizowany i zaopatrywany przez cywilną administrację Generalnego Gubernatorstwa, lecz kontrolę nad nim sprawował von dem Bach.
Pierwszy transport wysiedlonych warszawiaków dotarł do obozu już 7 sierpnia. Byli to głównie ocaleli z rzezi mieszkańcy Woli, których najpierw zgromadzono w kościele św. Wojciecha, a później skierowano pieszo do Pruszkowa. W następnych tygodniach wysiedleńców przywożono do obozu koleją – zazwyczaj z warszawskiego Dworca Zachodniego. Pod koniec sierpnia i we wrześniu 1944 do obozu przyjeżdżało dziennie kilkadziesiąt pociągów osobowych (od 3 do 6 wagonów) i towarowych. Jednorazowo w Pruszkowie przebywało zwykle od 5 tys. do 40 tysięcy osób. Ogromne zagęszczenie nastąpiło po upadku Starego Miasta, gdy w Pruszkowie znalazło się około 75 tys. wysiedleńców. Największa liczba uchodźców trafiła jednak do obozu po kapitulacji powstania warszawskiego. Przez Dulag 121 przeszło wówczas blisko 150 tys. osób.
Warunki panujące w obozie były bardzo ciężkie. Wysiedleńców rozmieszczano w znajdujących się tam dziewięciu ogromnych halach produkcyjnych. Panowały w nich zaduch i ogromny ścisk. W każdej z hal znajdowały się rowy rewizyjne, wypełnione gnijącymi odpadkami i robactwem. Brakowało posłań, więc wypędzona ludność musiała gnieździć się na zabłoconych betonowych podłogach, wśród kałuż wody, stosów szmat, śmieci, gruzów, porozrzucanych w nieładzie desek, szyn, blach bądź części remontowanych wagonów. W parowozowni, gdzie Niemcy lokowali osoby uznane za szczególnie „niebezpieczne”, podłogi były również pokryte smarem i żużlem. W halach rozrzucono nieco słomy, która jednak szybko zgniła, stając się siedliskiem wszy i innego robactwa. Mimo że z każdym dniem noce stawały się coraz zimniejsze, hale były nieogrzewane. Ze względu na brak elementarnych urządzeń sanitarnych niemożliwe było nawet umycie rąk, nie mówiąc o zachowaniu czystości. Z nielicznych kranów płynęła niezdatna do picia woda przemysłowa. Z powodu małej liczby latryn ludność musiała załatwiać potrzeby naturalne do rowów rewizyjnych. W obozowej kuchni zatrudniano do 480 pracowników, lecz nawet gdy nie brakowało pożywienia, pracownicy kuchni nie mogli nadążyć z jego rozwiezieniem, gdyż brakowało talerzy i łyżek. Niewystarczająca była także ilość lekarstw oraz środków sanitarnych. W rezultacie w obozie panował głód, a wysiedleńcy masowo chorowali na czerwonkę. Panowała wysoka śmiertelność, gdyż ludność – w szczególności starcy, dzieci i chorzy – wyczerpana głodem i ciężkimi warunkami panującymi w powstańczej Warszawie często nie była w stanie sprostać warunkom obozowym. Na terenie Dulagu 121 miały miejsce (zwłaszcza w pierwszych dniach jego funkcjonowania) przypadki mordowania młodych mężczyzn podejrzewanych o udział w powstaniu. Doraźne egzekucje były także stosowane przy próbie ucieczki z obozu lub transportu. Tylko między 3 września a 27 października 1944 obozowy kapelan, ksiądz Marian Sikora, wystawił 43 akty zgonu (w tym dla 2 osób zastrzelonych w czasie próby ucieczki). Po wojnie z grobów na terenie obozu ekshumowano 82 nieznanych powstańców warszawskich i 50 cywilów (w tym 23 kobiety i 8 dzieci). Z kolei w Tworkach i Milanówku, gdzie funkcjonowały największe szpitale obsługujące obóz w Pruszkowie pochowano 807 zmarłych uchodźców. Sporządzony przez PCK imienny wykaz zmarłych uchodźców, których pogrzebano na podwarszawskich cmentarzach, zawierał 1559 nazwisk. Nie obejmował on jednak wszystkich miejsc pochówku warszawiaków wypędzonych w 1944, tak więc liczba więźniów obozu zmarłych z powodu chorób lub wyczerpania może sięgać nawet kilku tysięcy .
W Dulagu 121 – w odróżnieniu od innych niemieckich obozów – dopuszczano do pracy dochodzący z zewnątrz polski personel sanitarny i kuchenny. Władze niemieckie umożliwiły także trzem księżom katolickim sprawowanie funkcji duszpasterskich w charakterze kapelanów obozowych. Ponadto obóz w Pruszkowie wizytowali sufragan warszawski, ksiądz biskup Antoni Szlagowski (20 sierpnia 1944) oraz przedstawiciele Międzynarodowego Czerwonego Krzyża (18 września 1944). Za zgodą Niemców opiekę nad wysiedloną ludnością sprawowały Rada Główna Opiekuńcza oraz Polski Czerwony Krzyż, co pozwoliło w pewnym stopniu złagodzić ciężką sytuację uwięzionych. Polski personel (w dużej części skierowany do obozu przez Polskie Państwo Podziemne) starał się chronić ludność przed zesłaniem do obozów koncentracyjnych bądź wywózką na roboty przymusowe. W tym celu podejmowano wysiłki na rzecz zakwalifikowania jak największej liczby wysiedleńców jako „rannych” lub „chorych” (skuteczne były zwłaszcza „rozpoznania” gruźlicy i innych chorób zakaźnych) – a więc niezdolnych do podjęcia pracy. W ten sposób udało się uchronić przed wywózką wiele osób zasłużonych dla nauki, kultury lub życia społecznego, a nawet pewną liczbę członków ruchu oporu. Polski personel nie miał jednak wpływu na ogólną sytuację panującą w obozie – zwłaszcza na przebieg selekcji, podczas których wybierano osoby przeznaczone do wywiezienia w głąb Rzeszy lub do obozów koncentracyjnych.
Trudno ocenić ilu mieszkańców Warszawy i okolic przeszło przez obóz w Pruszkowie. Jeszcze w trakcie powstania Rada Główna Opiekuńcza szacowała, że do Dulagu 121 trafiło około 650 tys. wysiedleńców. Była to liczba orientacyjna – nieoparta na imiennych zestawieniach wypędzonych . W kolejnych latach historiografia polska i niemiecka nie mogły dojść do porozumienia w sprawie rzeczywistej liczby więźniów obozu w Pruszkowie. Według źródeł niemieckich było to 350 tys. osób, według polskich – 550 tys. W Polsce zwłaszcza ta druga liczba zakodowała się na długi czas w powszechnej świadomości. Pewnym przełomem okazały się dopiero opublikowane w 2006 wspomnienia Anny Danuty Sławińskiej z d. Leśniewskiej, polskiej tłumaczki obozowej z Pruszkowa, która na podstawie własnych obserwacji oraz niemieckich statystyk obliczyła, że przez obóz pruszkowski przeszło od 390 tys. do 410 tys. warszawiaków .
Dulag 121 nie był w stanie przyjąć wszystkich wysiedleńców. Celem choć częściowego rozładowania głównego obozu Niemcy zmuszeni byli utworzyć przejściowo kilka podobozów w sąsiednich miejscowościach. Zostały one zorganizowane m.in. w: Ursusie (na terenie Państwowych Zakładów Inżynierii), Piastowie (na terenie fabryki gumowej „Tudor i Piastów”), Ożarowie Mazowieckim (na terenie fabryki kabli i huty szkła), Włochach (na terenie fabryki „Era”), Skierniewicach (Dulag 142) i Grodzisku Mazowieckim. Zwierzchnictwo nad tymi obozami sprawowała komendantura Dulagu 121 w Pruszkowie. Obozy w Ursusie i Piastowie funkcjonowały w pierwszych tygodniach października 1944. Po kapitulacji powstania przyjęły one blisko 50 tys. cywilnych mieszkańców Warszawy. Z kolei obozy w Ożarowie i Skierniewicach były przeznaczone przede wszystkim dla wziętych do niewoli powstańców. Łącznie zidentyfikowano 38 obozów przejściowych, do których trafiali mieszkańcy stolicy, wypędzeni z domów podczas powstania warszawskiego. Część z nich zorganizowano stosunkowo blisko Warszawy – m.in. w: Grotach k. Babic, Jelonkach, Laskach, Łomiankach, Niepokalanowie, Pomiechówku, Rembertowie (wyzwolony 12 września 1944), Zakroczymiu, Żabieńcu. Wygnańców umieszczano także w obozach zorganizowanych w znacznej odległości od stolicy – np. w Brzegu, Działdowie, Głogowie, Legnicy, Łambinowicach, Namysłowie, Oleśnicy, Opolu, Pile, Prądniku, Stargardzie, Szczakowej, Wrocławiu-Sołtysowicach.

## Dalsze losy wysiedlonych

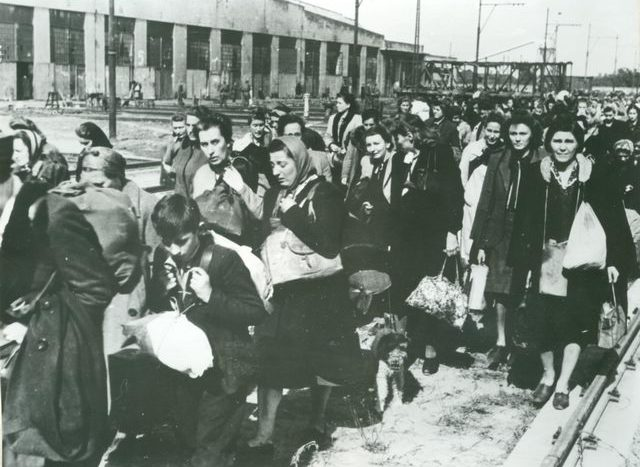
Pruszków – kobiety i dzieci wysiedlane na tereny GG

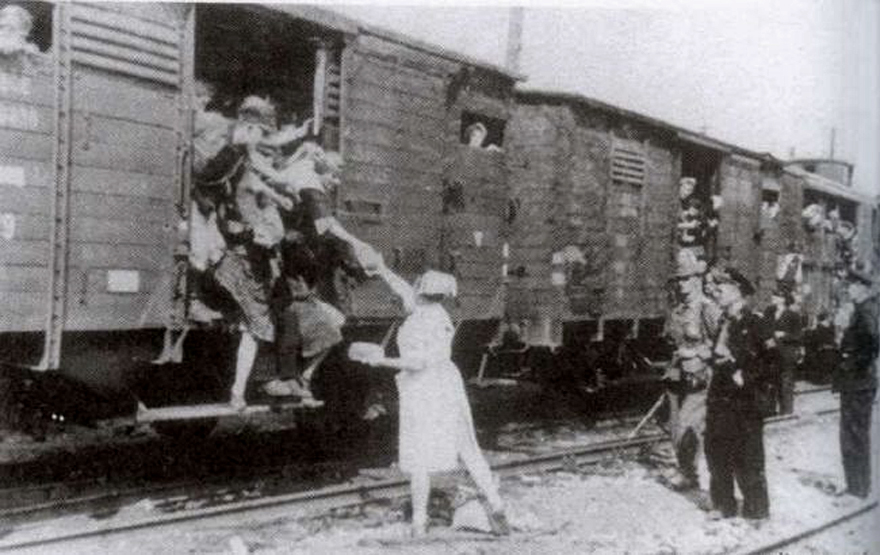
Pruszków – transport opuszczający obóz

W wyniku powstania warszawskiego od 500 tys. do 550 tys. mieszkańców stolicy oraz około 100 tys. osób z miejscowości podwarszawskich zostało zmuszonych do opuszczenia swoich domów . Z tego grona co najmniej 520 tys. osób trafiło w niemieckie ręce i przeszło przez podwarszawskie obozy przejściowe. Na około 100 tys. oceniana jest natomiast liczba osób, które zwolniono, ewentualnie wyprowadzono, z obozów przejściowych pod różnymi pretekstami, bądź które zdołały uciec z transportów lub wydostać się z miasta na własną rękę. Autorzy monografii Exodus Warszawy. Ludzie i miasto po Powstaniu 1944 oceniali, że co najmniej 50 tys. mieszkańców zdołało samodzielnie wydostać się z Warszawy, kolejnych 30 tys. – uznanych za chorych i niezdolnych do pracy – zostało zwolnionych z obozu w Pruszkowie bądź też wydostało się z niego na inne sposoby, a ok. 1000 osób uciekło z transportów dzięki pomocy kolejarzy EKD.
W Pruszkowie bądź w pozostałych obozach przejściowych wygnańcy przebywali przeważnie od dwóch do siedmiu dni, a niekiedy tylko kilka godzin. O ich losie decydowała selekcja dokonywana przez Gestapo, a o czasie pobytu w obozie – termin transportu. Selekcje w obozach przejściowych przeprowadzane były w sposób bardzo brutalny, jak również pośpieszny i powierzchowny. Nie respektowano zasady nierozdzielania rodzin. Mężczyzn w wieku od 15 do 60 lat oraz kobiety od 15. do 50. roku życia zazwyczaj wywożono w głąb III Rzeszy. Władze niemieckie utrzymywały, że wszystkie kobiety są kierowane do normalnego zatrudnienia w rolnictwie lub przemyśle, a mężczyzn – w zależności od wyników śledztwa – wysyła się na roboty przymusowe lub do obozów koncentracyjnych. W rzeczywistości miejsce docelowe transportu nierzadko zależało od przypadku, a kobiety z dziećmi na równi z mężczyznami były zsyłane do niemieckich kacetów. Warunki transportu były niehumanitarne. Wywożonych warszawiaków upychano w wagonach w takim ścisku, że zdarzały się przypadki uduszenia lub zgniecenia. W pierwszych dniach sierpnia 1944 miały także miejsce plombowania wagonów. Zazwyczaj podczas kilkudniowej podróży wysiedleńcy nie otrzymywali wody ani żywności.
Blisko 60 tys. osób, w tym co najmniej 17 882 kobiety i dzieci, zostało zesłanych przez Niemców do obozów koncentracyjnych. Według wyliczeń Krzysztofa Dunina-Wąsowicza trafili oni przede wszystkim do obozów:
- kobiety i dzieci: Ravensbrück – 12 tys.; Auschwitz – 5,2 tys.; Stutthof – 680.
- mężczyźni: Mauthausen-Gusen – 8,8 tys.; Auschwitz – 7,9 tys.; Buchenwald – 4560; Stutthof – 3,5 tys. (w tym dwa transporty z Pragi w dniach 25 i 31 sierpnia[64]); Dachau – 3040; Sachsenhausen – 3 tys.; Gross-Rosen – 3 tys.; Flossenburg – 2,5 tys.

90 tys. Polaków obojga płci, uznanych za zdolnych do pracy, wysłano na roboty przymusowe w głąb Rzeszy. Warszawiaków wywożonych do pracy w niemieckim przemyśle lub rolnictwie kierowano głównie do Norymbergi, Wrocławia, Gröningen, w okolice Hamburga, Stuttgartu oraz do Bawarii, Austrii, Turyngii, Brandenburgii i na Pomorze. Wysiedleńcy spotykali się tam z dyskryminacją i złym traktowaniem. Władze nazistowskie starały się w społeczeństwie niemieckim wzbudzić wrogość wobec robotników przymusowych. Najgorszy był los warszawiaków wywiezionych do obozów pracy, w których warunki były niewiele lepsze niż w obozach koncentracyjnych.
Trudno ocenić, ilu mieszkańców Warszawy, zesłanych w wyniku powstania na roboty przymusowe lub do obozów koncentracyjnych, nie doczekało wyzwolenia. W latach 1939–1945 w obozach koncentracyjnych lub na robotach przymusowych śmierć poniosło około 100 tys. warszawiaków. Zapewne spora część z tej liczby to osoby wywiezione w wyniku powstania warszawskiego. Wielu wygnańców – wyczerpanych przeżyciami powstańczymi, pobytem w obozie pruszkowskim oraz niehumanitarnymi warunkami transportu – docierało bowiem na miejsce przeznaczenia w stanie skrajnego wycieńczenia i nie było w stanie sprostać warunkom panującym w kacetach lub obozach pracy.
Niezdolnych do pracy – tj.: kobiety w ciąży, matki z dziećmi do lat 15, mężczyzn powyżej 60. roku życia, kobiety powyżej 50. roku życia, osoby ranne, chore lub ułomne – Niemcy rozwieźli natomiast (transportem kolejowym, w odkrytych wagonach-węglarkach), po całym Generalnym Gubernatorstwie, pozostawiając ich tam bez jakichkolwiek środków do życia. Liczbę warszawiaków wysiedlonych na tereny centralnej i południowej Polski ocenia się na około 300–350 tys. Większość wysiedleńców wywieziono do zachodnich powiatów dystryktu warszawskiego, a w dalszej kolejności – na tereny dystryktów radomskiego i krakowskiego. Transporty z wysiedlonymi warszawiakami Niemcy kierowali zazwyczaj do tych regionów Generalnego Gubernatorstwa, które były dla nich najdogodniejsze z logistycznego punktu widzenia. Zasadniczo władze niemieckie starały się jednak osiedlać wypędzonych przede wszystkim na terenach wiejskich. Często osiedlenie dużej liczby uchodźców (czasem po 6–7 osób w jednej chłopskiej izbie) traktowano jako formę kary dla „nieposłusznej” wsi. Transporty z wysiedlonymi warszawiakami trafiały również do wielkich miast. Między innymi, 5 października 1944 do Krakowa przywieziono blisko 37 tys. wysiedleńców z Warszawy, których rozlokowano w dzielnicach Grzegórzki, Dąbie i Czyżyny.
Projekt osiedlenia wypędzonych warszawiaków na terenach wiejskich Generalnego Gubernatorstwa w dużej mierze zakończył się niepowodzeniem – głównie ze względu na samorzutne migracje wysiedlonej ludności. Liczba uchodźców przebywających w miastach lub na terenach wiejskich zmieniała się więc z upływem czasu. Zazwyczaj na wsiach pozostawał na stałe jedynie element najsłabszy, tzn. dzieci i starcy. Uchodźcy starali się zazwyczaj przenosić do miast i wsi położonych blisko Warszawy, gdyż liczyli na rychłe wyzwolenie stolicy przez Armię Czerwoną. Wysiedleni warszawiacy koncentrowali się zwłaszcza w Milanówku, gdzie swą siedzibę ulokowały cywilne władze Polskiego Państwa Podziemnego – tj. Krajowa Rada Ministrów oraz Rada Jedności Narodowej – a także Warszawska Kuria Metropolitalna. Ponadto przeniosło się tam wielu przedstawicieli polskiego świata nauki i kultury. Z tego powodu Milanówek nazywano czasem „zastępczą stolicą Polski”.
Ludność Warszawy, która po zakończeniu powstania przeniosła się lub została wysiedlona na tereny Generalnego Gubernatorstwa, znalazła się w bardzo trudnej sytuacji materialnej. Świadczyć może o tym chociażby fakt, iż po zakończeniu powstania blisko 400 tys. mieszkańców stolicy musiało korzystać z różnych form opieki społecznej. Uchodźcy byli także szykanowani przez niemiecką administrację. Bardzo często odmawiano im przyznania przydziałów żywnościowych i odzieżowych lub wydawano je nieregularnie. Nadal selekcjonowano ich także pod kątem zdolności do pracy, co nierzadko kończyło się wywózką na roboty do Rzeszy lub skierowaniem do prac fortyfikacyjnych na zapleczu frontu. Wielu robotników przymusowych z Warszawy zmuszono m.in. do pracy przy budowie tzw. linii Barthold na Śląsku (wzdłuż dawnej granicy polsko-niemieckiej). Wśród polskiej ludności Generalnego Gubernatorstwa powszechne były postawy współczucia i chęci pomocy wypędzonym warszawiakom. W piątym roku wojny i okupacji goszczenie uchodźców nierzadko stanowiło jednak ogromne obciążenie dla spauperyzowanej ludności – zwłaszcza na terenach wiejskich. Sytuację pogarszał fakt, że chłopom, którzy przyjmowali wysiedleńców pod swoje dachy, nie przysługiwały z tego względu żadne ulgi (chociażby zwolnienie z obowiązku dostarczania kontyngentów). W tej sytuacji nieuniknione były konflikty. W drastycznych przypadkach polskie podziemie musiało chłostą wymuszać na chłopach przyjęcie uchodźców (m.in. w powiecie miechowskim). Sporadycznie zdarzały się także sytuacje, gdy interweniowała policja niemiecka. Zazwyczaj napięcia starali się jednak łagodzić miejscowi księża katoliccy lub pracownicy RGO.
Ponadto należy wspomnieć grupę od 400 do 1000 osób – tzw. robinsonów warszawskich – którzy pozostali w Warszawie po kapitulacji powstania. Część spośród ukrywających się ocalała z masowych rzezi dokonywanych przez niemieckie oddziały w pierwszych dniach powstania. Ludzie ci, kryjąc się w ruinach, często nie zdawali sobie nawet sprawy z zakończenia walk. Do tego należy również doliczyć stosunkowo liczną grupę Żydów, powstańców nieufających niemieckim gwarancjom bezpieczeństwa, jak również chorych i starców niemających odwagi wyruszyć na tułaczkę. Niektórzy z „robinsonów” zdołali po pewnym czasie wydostać się z miasta, innych odnaleźli i zamordowali Niemcy, część przetrwała w ruinach aż do wyzwolenia Warszawy w styczniu 1945. Najbardziej znanym spośród „robinsonów” był Władysław Szpilman.

### Akcja pomocy wysiedleńcom
Niemające precedensu wysiedlenie ludności ponadmilionowego miasta odbiło się szerokim echem w Polsce i całej Europie. Akcja pomocy wygnańcom z Warszawy trwała w zasadzie od pierwszych dni powstania. Prowadzona była ona dwoma równoległymi kanałami – oficjalnym i konspiracyjnym. Ciężar opieki nad wysiedlaną ludnością spadł w pierwszym rzędzie na Radę Główną Opiekuńczą oraz jej lokalne placówki – tj. Polskie Komitety Opiekuńcze. Pomoc uchodźcom z Warszawy niosła także spontanicznie ludność Generalnego Gubernatorstwa.
Dopiero 11 sierpnia 1944 prezes RGO, Konstanty Tchórznicki, został poinformowany o podjętej przez władze niemieckie decyzji o wysiedleniu wszystkich mieszkańców Warszawy. Niemcy wyrazili jednocześnie oczekiwanie, iż to RGO zapewni wygnańcom wszelką opiekę. Tchórznicki zażądał wówczas od władz niemieckich pomocy materialnej oraz umożliwienia inspektorom z centrali RGO pracy w okolicach Warszawy. Odpowiedzią Niemców było zerwanie rozmów oraz pozbawienie krakowskiej centrali RGO kontaktu z lokalnymi delegaturami. W rezultacie dopiero pod koniec sierpnia 1944 centrala RGO mogła się włączyć w akcję pomocy wysiedlonym mieszkańcom Warszawy. Do tego czasu cały ciężar związany z jej prowadzeniem spoczywał na barkach lokalnych komitetów opiekuńczych. Z kolei dopiero 3 grudnia 1944 Niemcy pozwolili RGO zwrócić się do ludności Generalnego Gubernatorstwa z apelem o treści: „Rodacy! Wiecie, jaka klęska dołączyła się do poprzednich naszych nieszczęść w szóstym roku wojny. Wiecie, w jakim stanie znajdują się nasi bracia z Warszawy. Ogromowi tej nędzy mogą sprostać tylko zjednoczone siły polskiego społeczeństwa”.
Wsparcie niesione przez RGO wysiedlonej ludności Warszawy przybierało wiele form. Wydatną pomoc więźniom Dulagu 121 zapewniła pruszkowska delegatura RGO, którą kierował ksiądz Edward Tyszka. Na wielu stacjach kolejowych, gdzie zatrzymywały się transporty z wygnańcami – m.in. w Piotrkowie, Koluszkach, Częstochowie, Łowiczu, Krakowie, Skierniewicach, Radomsku, czy Żyrardowie – zorganizowano tzw. punkty opiekuńcze. Do wagonów (często zamkniętych i zaplombowanych) starano się dostarczać wodę, kawę, pożywienie, lekarstwa, mydło i papierosy. Z kolei w miejscowościach, w których osiedlano uchodźców z Warszawy, agendy RGO wspólnie z komisarycznymi zarządami miejskimi i pracownikami PCK organizowały kwatery, darmowe wyżywienie, pomoc lekarską i ewidencję. Wysiedleńcom potrzebującym specjalnej opieki zapewniano miejsce w szpitalach, przytułkach, sierocińcach lub innych zakładach opieki zamkniętej. Osoby pozbawione środków do życia otrzymywały zapomogi finansowe. Wysiedleńcom wyrabiano dokumenty, załatwiano zameldowanie, a osobom zagrożonym przez Gestapo umożliwiano „legalizację”. RGO za zgodą „rządu” Generalnego Gubernatorstwa otworzyło także Biuro Poszukiwań, które już w październiku 1944 dysponowało kartoteką 20 tys. nazwisk oraz adresami kilkudziesięciu ośrodków w Niemczech, gdzie przetrzymywano wysiedlonych warszawiaków. Prezes Tchórznicki starał się interweniować w obronie uchodźców, domagając się m.in. zapewnienia im prawa do swobodnego poruszania się i osiedlania na całym terytorium Generalnego Gubernatorstwa (zwłaszcza w Krakowie) oraz przyznania im kartek odzieżowych i żywnościowych. Próbował także uzyskać zgodę Niemców na przesyłanie przez RGO i osoby prywatne paczek żywnościowych lub odzieżowych dla osób wywożonych w głąb Rzeszy. Łączne wydatki poniesione przez RGO i jej agendy na pomoc wysiedlonym mieszkańcom Warszawy opiewały na kwotę blisko 45 milionów okupacyjnych złotych (tzw. młynarek).
Pomoc wysiedlonej ludności Warszawy niosły również PCK (koncentrujący się zwłaszcza na opiece nad rannymi i chorymi) oraz ruch spółdzielczy. Z instytucjami pomocowymi ściśle współpracował także Kościół katolicki oraz związany z nim Caritas. Pomoc Kościoła polegała zwłaszcza na udostępnianiu pomieszczeń na schroniska i szpitale, organizowaniu zbiórek oraz kierowaniu z ambon apeli do ludności o udzielanie wsparcia wysiedleńcom. Szczególną rolę w akcji pomocowej odgrywały zwłaszcza zgromadzenia zakonne, a w szczególności klasztor paulinów na Jasnej Górze wraz z całą diecezją częstochowską (kierowaną przez biskupa Teodora Kubinę). O pomoc wysiedlonym apelowały także Polskie Państwo Podziemne oraz podziemne organizacje polityczne. 24 sierpnia 1944 powstańcza radiostacja „Błyskawica” nadała w czterech językach komunikat oraz „list z Pruszkowa”, które zawierały apel do MCK o udzielenie szybkiej pomocy dla „100 000 starców i dzieci” przetrzymywanych w Dulagu 121. Apele powtarzano także w następnych dniach. Już 25 sierpnia powstańczą audycję retransmitowało Polskie Radio w Londynie, a w ślad za nim prasa anglosaska. Z Delegatury Rządu na Kraj płynęły dotacje dla RGO z przeznaczeniem na pomoc uchodźcom z Warszawy. Owe subwencje opiewały na kwotę kilku milionów okupacyjnych złotych miesięcznie. Między innymi pruszkowska delegatura RGO otrzymywała za pośrednictwem powiatowego Delegata Rządu od 100 do 150 tys. złotych tygodniowo na pomoc więźniom Dulagu 121. Komendant pruszkowskiego VI rejonu AK oddał w tym celu mobilizacyjne zapasy żywności, a także skierował do pomocy wysiedleńcom cały podległy sobie personel medyczny oraz personel pomocniczy Wojskowej Służby Kobiet. Z kolei lubelski PKWN powołał 3 października 1944 Centralny Komitet Pomocy Ofiarom Wojny w Warszawie, z udziałem m.in. księdza infułata Kruszyńskiego. Także żołnierze 1 Armii Wojska Polskiego organizowali zbiórki na rzecz uchodźców.
Pomoc napływała również z zagranicy. Rząd RP na uchodźstwie, informowany przez Polskie Państwo Podziemne o sytuacji, w jakiej znalazła się ludność Warszawy, zainicjował szeroko zakrojoną akcję dyplomatyczną, celem uruchomienia dostaw żywności, odzieży i lekarstw dla wysiedlonych mieszkańców stolicy. Do centrali MCK w Genewie wpływały środki finansowe i dary od lokalnych komitetów Czerwonego Krzyża oraz organizacji polonijnych. Zbiórki pieniędzy na rzecz uchodźców przeprowadzali także żołnierze 2 Korpusu Polskiego we Włoszech oraz organizacje charytatywne związane z rządem RP na uchodźstwie. 22 listopada 1944 powstał w Genewie „Komitet Pomocy dla Ludności Warszawy”, na którego czele stanął były prezydent RP Ignacy Mościcki. Celem pomocy wypędzonym robotnicy amerykańscy zebrali 300 000 dolarów, podczas gdy rząd brytyjski przekazał MCK 450 000 funtów szterlingów. Komitet Polen Hjalpen z Malmö przekazał na rzecz uchodźców z Warszawy 5 tys. kg owsianki, 2 tys. kg odzieży i 2000 koron szwedzkich, a „Komitet Pomocy Polsce” z Göteborga – 150 kg odzieży i 3000 koron szwedzkich. Szwajcarska firma farmaceutyczna La Roche ofiarowała preparaty medyczne o wartości 47 000 franków szwajcarskich (waluty podane według ówczesnych przeliczników). Ponadto wiele organizacji międzynarodowych zadeklarowało swoją pomoc dla ludności Warszawy, zarówno w gotówce, jak i w formie dostaw żywności, leków, środków opatrunkowych, czy preparatów krwi. Znalazły się wśród nich m.in.: YMCA, „Szwedzki Związek Pomocy Ofiarom Wojny”, „Amerykański Komitet Pomocy Ofiarom Wojny” (działający pod patronatem prezydenta Roosevelta), a nawet powstały w Rodezji „Komitet Pomocy dla Warszawy”. W efekcie do obozu w Pruszkowie trafiły we wrześniu 1944 dwa wagony z lekarstwami, żywnością i ubrankami dziecięcymi, przysłane przez MCK z Genewy. Z kolei 15 października 1944 krakowska centrala RGO otrzymała z Genewy 26 wagonów z żywnością i lekami dla uchodźców z Warszawy. Sporą część darów przekazywanych na rzecz wypędzonych warszawiaków zdefraudował jednak Niemiecki Czerwony Krzyż, któremu MCK powierzył ich rozdysponowanie.